# Clive Terrelonge
Clive Terrelonge (* 30. června 1969) je bývalý jamajský atlet, běžec, který se věnoval středním tratím. Jeho hlavní disciplínou byl běh na 800 metrů.
Startoval dvakrát na olympiádě – v Barceloně (1992) ani v Atlantě (1996) však do finále běhu na 800 metrů nepostoupil. Jeho největším úspěchem je titul halového mistra světa v běhu na 800 metrů z roku 1995.